# Мифологический цикл
Мифологический цикл — один из четырёх основных циклов ирландской мифологии, названный так потому, что он описывает остатки языческой мифологии дохристианской Ирландии, хотя боги и сверхъестественные создания и были эвгемеризованы христианскими составителями в исторических королей и героев.
Цикл состоит из многочисленных прозаических текстов и стихотворений, найденных в средневековых манускриптах, а также из псевдоисторических хроник, таких, как Книга захватов и ранних частей Анналов четырёх мастеров и Истории Ирландии Джеффри Китинга.

## Традиция вторжений
Мифологический цикл прослеживает предполагаемую историю Ирландии от её древних обитателей до библейского потопа, через серию вторжений до прибытия Милезианцев, или гэлов, говорящих на гэльском языке. Некоторые из этих захватчиков, возможно, описывают подлинные исторические племена; другие, как Туата Де Дананн, обладающие магическими силами, несомненно, выродившиеся боги.

### Ирландия до потопа
Первыми обитателями Ирландии были 50 женщин и трое мужчин (Бит, Ладра и Финтан) во главе со внучкой Ноя — Кесайр, которым не нашлось места в Ноевом Ковчеге. Кесайр со своими людьми прибыла всего за 40 дней до потопа и они были уничтожены все, кроме Финтана, превратившегося в лосося. После ряда превращений он дожил до исторических времён и рассказал историю своего народа. Кесайр иногда отождествлялась с Банбой. Согласно некоторым преданиям, отражённым в «Книге Захватов» (в части, рассказывающей о вторжении Сыновей Миля), Банба была первой жительницей Ирландии, причём по возрасту она была старше Ноя (а не его внучка, как Кесайр).

### Партолон
Через 278 лет после потопа прибыла новая волна завоевателей под началом Партолона, изгнанного из Скифии за убийство своих родителей. В те дни в Ирландии было только три озера, девять рек и одна равнина. Во время его правления излилось семь озёр, а сам он расчистил четыре долины. Он привёз в Ирландию первый скот.
Через десять лет после прибытия Партолон выиграл первую в Ирландии битву — при Маг Ита — против фоморов под предводительством Кикола Грикенкоса. Фоморы, по-видимому, ирландские боги хаоса, единственные среди всех народов Мифологического Цикла, не имеющие происхождения — они просто были. Однако Киттинг написал о предании, согласно которому фоморы прибыли в Ирландию двумя столетиями раньше и жили рыболовством и ловлей птиц — возможно, это память о мезолитических охотниках и собирателях, уступившим путь скотоводам неолита.
Партолон и его народ, прожив в Ирландии триста лет, вымерли от морового поветрия все, кроме Туана мак Карелла, который, как и Финтан, пережил ряд трансформаций и рассказал историю своего народа св. Финниану.

### Немед
Через тридцать лет прибыл другой скиф, Немед. Он выдержал четыре битвы с фоморами, расчистил двенадцать равнин, возвёл два укрепления, при нём излилось четыре озера. Когда он умер, его народ стали притеснять фоморы Конанн и Мор, заставляя платить тяжёлую дань товарами и детьми. Народ Невида поднял против них восстание и разрушил Башню Конанна на острове Тори, неподалёку от берега нынешнего графства Донегал, а во время великой битвы с Мором море поднялось и затопило всех, кроме одного корабля, на котором спаслось тридцать воинов. Они покинули Ирландию и скитались по всем углам света. Невид и его народ жили в Ирландии 216 лет.

### Фир Болг
Следующими захватчиками, через двести лет, были Фир Болг. Они основали в Ирландии королевство и систему правосудия. Один из их королей, Риннал, первым начал использовать железные наконечники для копья. По всей видимости, это был какой-то подлинный исторический народ, Буилг или Белги. Также они связываются с басками или прото-басками в том, что были «короткими и темноволосыми». Это, в общем, у современных ирландцев генетически прослеживается.

### Туата Де Дананн
Через 37 лет после прибытия Фир Болг были смещены Туата Де Дананн, или «Племенами богини Дану», потомками Невида, которые или прилетели в Ирландию с севера на тучах, или сожгли свои корабли на берегу, чтоб отрезать себе обратный путь. В первой битве при Маг Туиред они победили короля Фир Болг Эохайда мак Эрка, но их король Нуаду потерял в сражении с Сренгом свою руку. Поскольку он потерял физическое совершенство, необходимое для исполнения королевской власти, первым Верховным Королём Ирландии из Туата Де Дананн вместо него стал полу-фомор Брес.
Брес оказался тираном и привёл Туата Де Дананн под гнёт фоморов. В конце концов Нуаду вернул себе власть, заменив руку серебряной, а Туата Де Дананн восстали против фоморов во второй Битве при Маг Туиред. Нуаду был убит фоморским королём Балором, но Балор сам встретил предсказанную кончину от рук своего внука Луга, который стал королём Туата Де Дананн.
Туата Де Дананн, вне всякого сомнения, выродившиеся боги, имеющие много соответствий в мире кельтов. Нуаду родственен Британскому богу Ноденсу; Луг — это отражение общекельтского божества Лугус; имя его преемника, Дагды, переводится в ирландских текстах как «добрый бог»; Туиреанн — родственник галльского Тараниса; Огма — Огмиоса; Бадб — Катубодуа. Даже будучи смещёнными с должности правителей Ирландии, такие персонажи, как Луг, Морриган, Энгус и Мананнан появляются в историях, сложенных столетиями позже, выказывающие все признаки бессмертия.
Туата Де Дананн принесли в Ирландию колесницы и друидизм.

### Сыновья Миля
Туата Де Дананн сами были вытеснены милезианцами, потомками Миля Испанского, воина, странствовавшего по древнему миру, пока не поселился в Испании. Миль умер, даже не увидав Ирландии, но его дядя Ит увидел остров с башни и повёл на разведку передовой отряд. Три короля Туата Де, Мак Куйл, Мак Кехт и Мак Грене, Ита убили. Его тело было возвращено в Испанию, и восемь сыновей Миля возглавили полноценное вторжение.
После победы над Туата Де в битве при Шлиав Мис (ныне графство Керри) милезианцы встретили Эйре, Банбу и Фодлу, жён трёх королей, каждая из которых попросила назвать остров в честь неё. Эйре дала рождение современному названию Ирландии, а Банба и Фодла до сих пор используются в качестве её поэтических названий, так же, как Альбион для Великобритании.
Мак Куйл, Мак Кехт и Мак Грене запросили трёхдневное перемирие, во время которого милезианцы должны были стоять на якоре на расстоянии девяти волн от берега, и те согласились. Друиды Туата Де вызвали шторм, чтобы отбросить милезианцев от страны. Однако Амергин, сын Миля, успокоил море своими стихами. Милезианцы высадились и разбили Туата Де при Тальтиу, но из сыновей Миля выжило только трое: Эвер Финн, Эревон и Амергин. Амергин разделил завоёванную землю между двумя своими братьями. Туата Де скрылись под землю, в сиды, и управлялись Бодб Дергом. Теперь Туата Де — это фэйри.